# Ботвиньево (Могилёвская область)
Ботви́ньево (бел. Бацвіннева) — деревня в составе Ленинского сельсовета Горецкого района Могилёвской области Республики Беларусь.

## Население
- 1999 год — 39 человек
- 2010 год — 14 человек
- 2018 год — 5 человек (на зиму перебираются в агрогородок Ленино, город Горки)

## Достопримечательность
- Военное кладбище  Историко-культурная ценность Республики Беларусь, шифр 513Д000440